# Emmanuel (bourdon)
Pour les articles homonymes, voir Emmanuel.
Emmanuel est le gros bourdon de la cathédrale Notre-Dame de Paris et la deuxième plus grosse cloche de France, après la Savoyarde du campanile de la basilique du Sacré-Cœur de Montmartre, également à Paris.

## Histoire

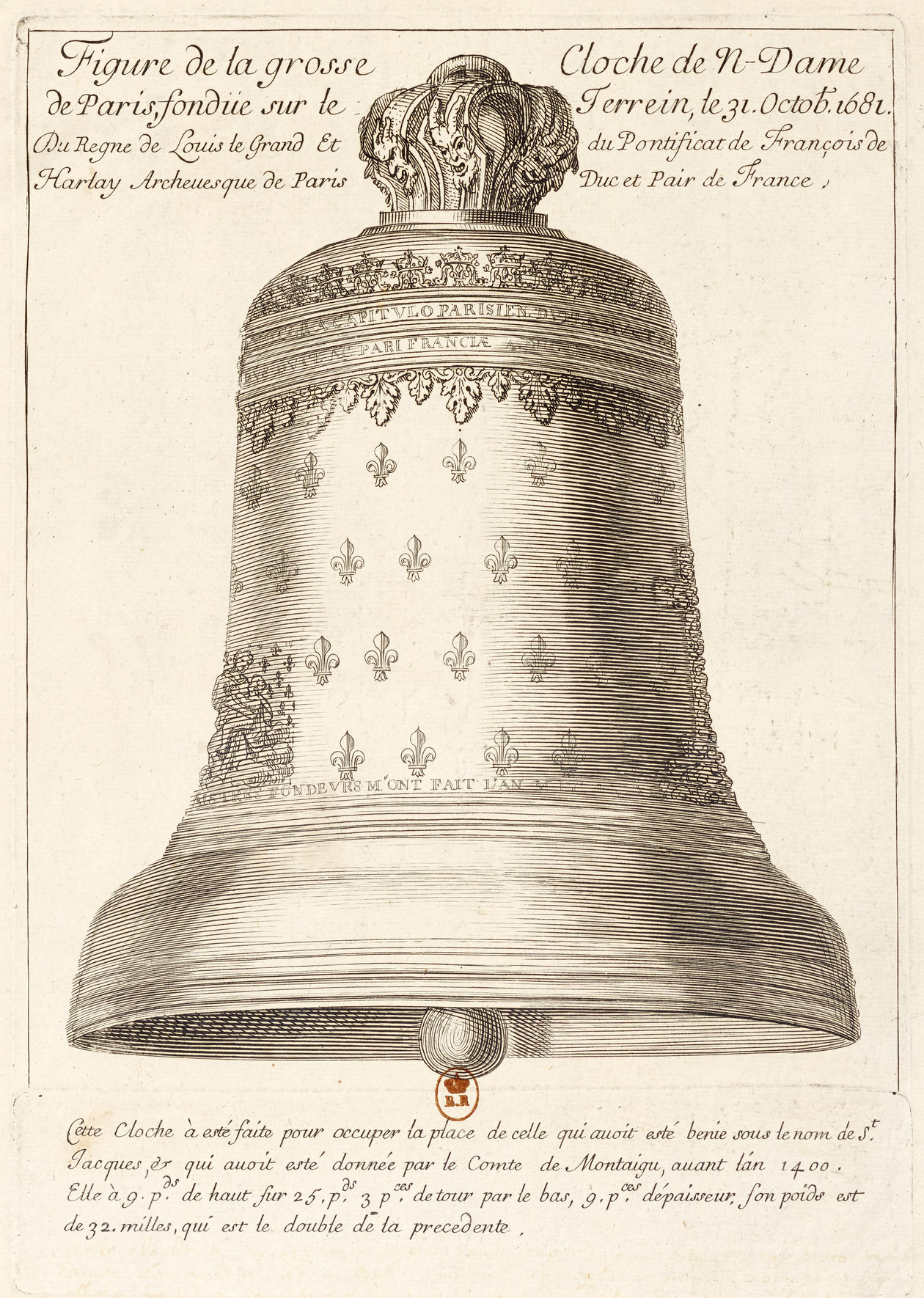
Emmanuel en 1681 (Figure de la grosse cloche de N.-Dame de Paris, dans le recueil de Nicolas Chapelle, BnF, dép. des estampes et de la photographie).

Une première cloche, dénommée Jacqueline, avait été offerte en 1400 par Jean de Montagu (frère de l'évêque Gérard de Montaigu), qui lui avait donné le nom de sa femme. Elle fut refondue en 1430, puis en 1681 par les fondeurs Jean Gillot, Nicolas Chapelle, François Moreau et Florentin Le Guay, où elle fut appelée Emmanuel en l'honneur de Jésus-Christ. La fonte ayant été manquée, elle fut refaite en 1686. Son parrainage ayant été assuré par Louis XIV et son épouse Marie-Thérèse d'Autriche, elle porte également le prénom Marie-Thérèse.
En 1791, la Révolution ordonne de fondre les cloches dans les églises de France et en particulier dans la région parisienne. Les cloches de Notre-Dame sont toutes fondues à l'exception du bourdon Emmanuel qui est descendu sur le plancher de la tour Sud mais ne peut être cassé. Il survit ainsi à la période révolutionnaire.
Le bourdon Emmanuel est classé monument historique le 24 juillet 1944. En 2016, il fait l'objet d'une rénovation de son moteur de mise en volée, ainsi que d'une réparation d'une fissure causée par le battant de 470 kilogrammes. Le bourdon n'est pas touché par l'incendie du 15 avril 2019.
Emmanuel a accompagné certains événements importants de l'histoire de la France comme le Te Deum pour le couronnement des rois de France, la visite du pape et la fin de conflits, comme la Première et la Seconde Guerre mondiale, mais aussi des événements internationaux comme la chute du mur de Berlin.
Aujourd'hui, afin de le préserver, il ne sonne que lors de grandes fêtes catholiques ou pour marquer d'importantes occasions civiles. On peut citer comme exemples : 
- en 2015 : le jour de deuil national, le bourdon sonne le glas en hommage aux victimes de l'attentat contre Charlie Hebdo[4]
- en 2019 : à l'occasion des obsèques de l'ancien président de la République Jacques Chirac, le bourdon sonne le glas lors de la sortie du cercueil des Invalides, première fois depuis l'incendie de Notre-Dame qu'une des cloches de la cathédrale sonne[5]. En raison de l'absence d'électricité, il est actionné à la main ce qui est une première depuis la fin de la Seconde Guerre mondiale[5].
- en 2020 : le 15 avril, à 20 heures, Emmanuel résonne pour marquer le premier anniversaire de l'incendie de la cathédrale, et pour saluer le travail du personnel soignant dans la pandémie de Covid-19, concomitamment aux applaudissements de 20 h aux fenêtres. L'électricité étant coupée dans cette dernière, le bourdon est actionné manuellement par un homme qui tire le battant grâce à une corde[6].
- en 2022 : le 3 mars, à midi, le bourdon sonne avec d'autres cathédrales européennes pour appeler la paix en Ukraine et en Russie[7].
- en 2023 : le 5 janvier, le bourdon sonne le glas en hommage à Benoît XVI, pape émérite, lors de ses funérailles à Rome[8].
- en 2024 : le 7 décembre, lors de la réouverture de Notre-Dame de Paris[9].

## Caractéristiques
Le bourdon pèse au total 13 320 kg et son battant forgé en acier doux pèse 447 kilogrammes. Le diamètre à la base de la cloche est de 2,61 mètres. Avant sa motorisation, elle devait être actionnée par huit hommes.
Malgré un poids très important, la cloche ne produit pas un son très grave puisqu'elle donne la note Fa ♯2, très répandue parmi les sonneries des cathédrales françaises. Le son d'Emmanuel est cependant très pur et sa qualité musicale est internationalement reconnue.
Il est désormais accompagné par Marie, cloche fondue en 2012, et placée à ses côtés en 2013. Marie pèse 6,2 tonnes et donne un Sol ♯2.